# Wickede (Ruhr)
Wickede is een gemeente in de Duitse deelstaat Noordrijn-Westfalen met 12.682 inwoners (31 december 2020) op een oppervlakte van 25,23 km². Wickede ligt in de Kreis Soest,  7,5 km ten zuidwesten van Werl, aan de Ruhr.

## Geschiedenis
Wickede (Ruhr) was voor de 19e eeuw een overwegend katholieke  plattelandsgemeente.
In de 19e en vroege 20e eeuw had Wickede een bekende glasfabriek. Vanuit een door watermolens op de Ruhr aangedreven walserij ontstond in de 19e eeuw enige metaalindustrie, die nog steeds bestaat.
In de Tweede Wereldoorlog had Wickede veel te lijden door overstromingsschade, nadat de geallieerden in 1943 in het kader van Operatie Chastise de stuwdam van de Möhnesee hadden kapotgebombardeerd.

## Economie
Veel inwoners van Wickede zijn forensen met een baan of studie in de omliggende steden. Wickede heeft een fabriek waar van staal industriële halfproducten voor andere bedrijven gemaakt worden. Een andere fabriek maakt ziekenhuisbedden. Door de nabijheid van het Sauerland is er ook enig toerisme. Wickede beschikt zelf ook over enige kleine natuurgebieden, waar enige zeldzame vogelsoorten voorkomen.

## Verkeer
- Per auto: Bundesautobahn 445 afrit 61, Bundesstraße 63
- Per trein: Wickede heeft een station, vanwaar men per trein naar Fröndenberg en Arnsberg kan reizen.

## Plaatsen in de gemeente Wickede (Ruhr)
- Echthausen, met ca. 1.500 inwoners, met het gelijknamige kasteel (niet te bezichtigen)
- Schlückingen, met Haus Schafhausen te Schlückingen (oorspronkelijk een laat 13e-eeuws kasteel van de Heren Schaephuysen, thans een grote boerderij)
- Wickede, de hoofdplaats, met bijna 8.000 inwoners
- Wiehagen, met ca. 1.500 inwoners, met het landgoed Scheda, oorspronkelijk een 12e-eeuws klooster, thans privé bewoond
- Wimbern, met bijna 1.000 inwoners; hier staat een in 1956 door de Missionarissen van Steyl gesticht klooster; in de dorpskern staat een oud huis, dat in de 19e eeuw een belangrijke halteplaats was van de postkoetsdienst van Thurn und Taxis.

## Bekende personen uit Wickede (Ruhr)
- Val Hillebrand, geboren in 1981 in Wickede, Belgisch autocoureur die nog samen met Jan Lammers in het team Racing for Holland aan de 24 uur van Le Mans heeft deelgenomen

## Afbeeldingen

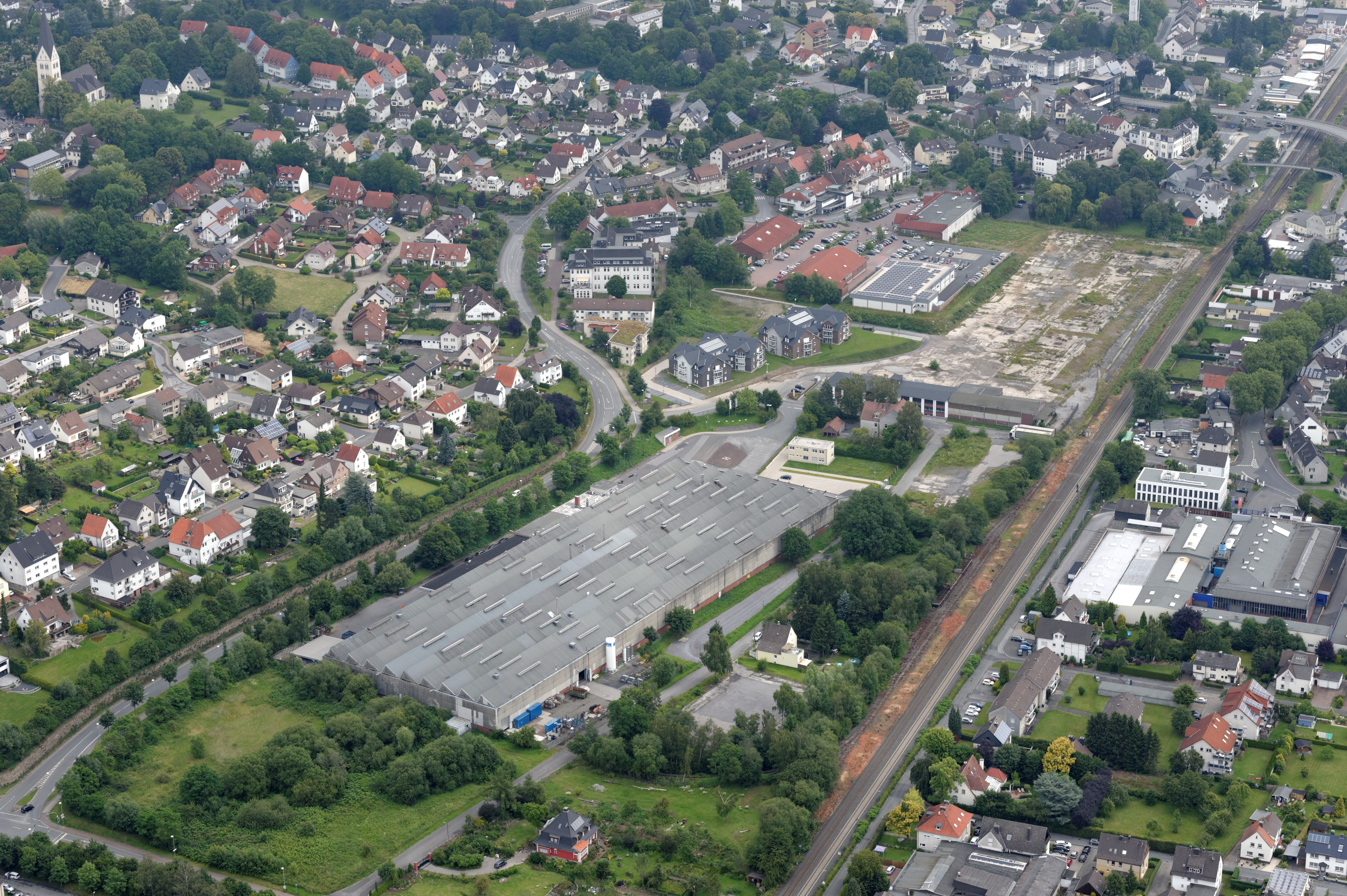
Gezicht op Wickede
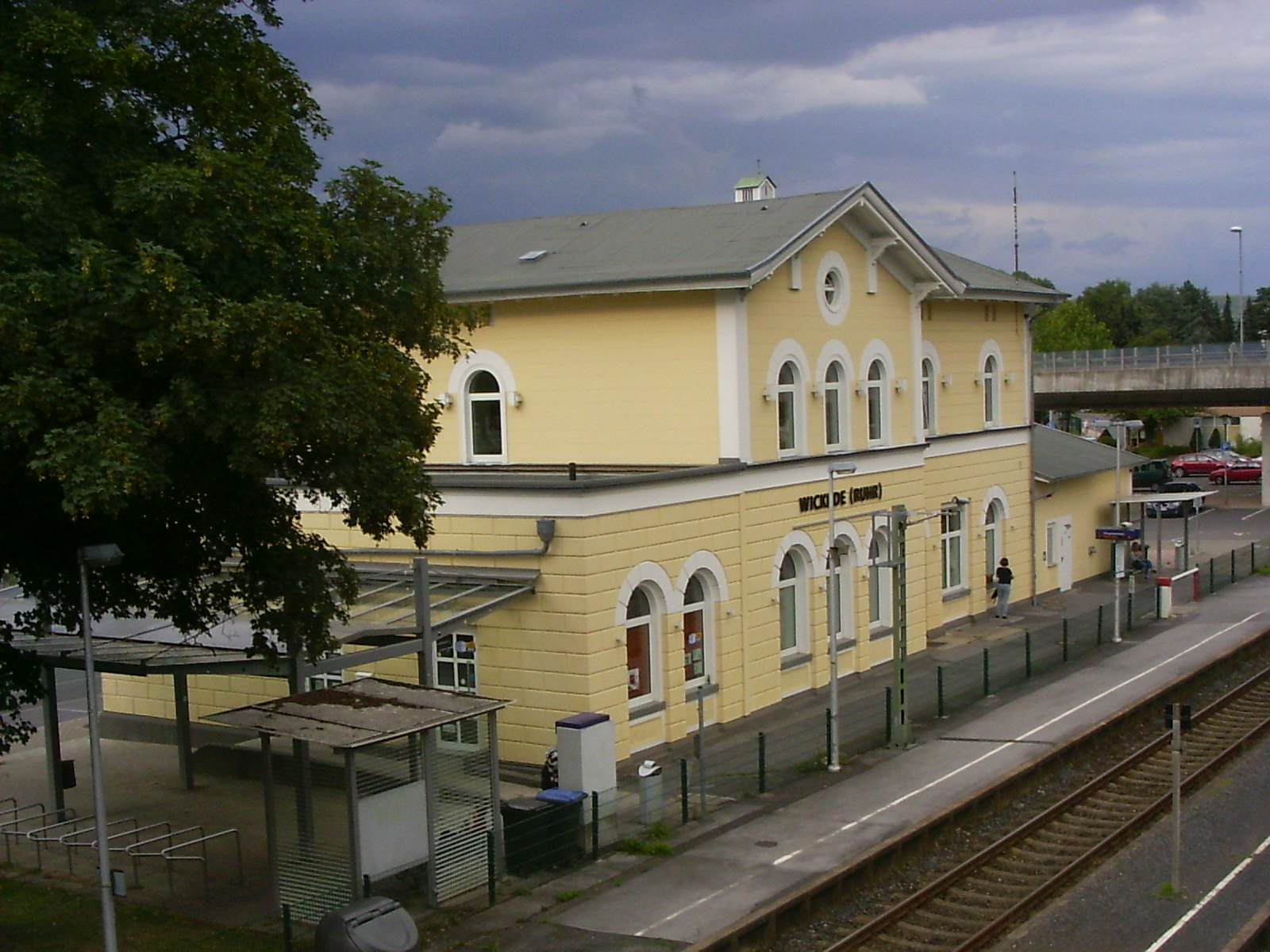
Station Wickede
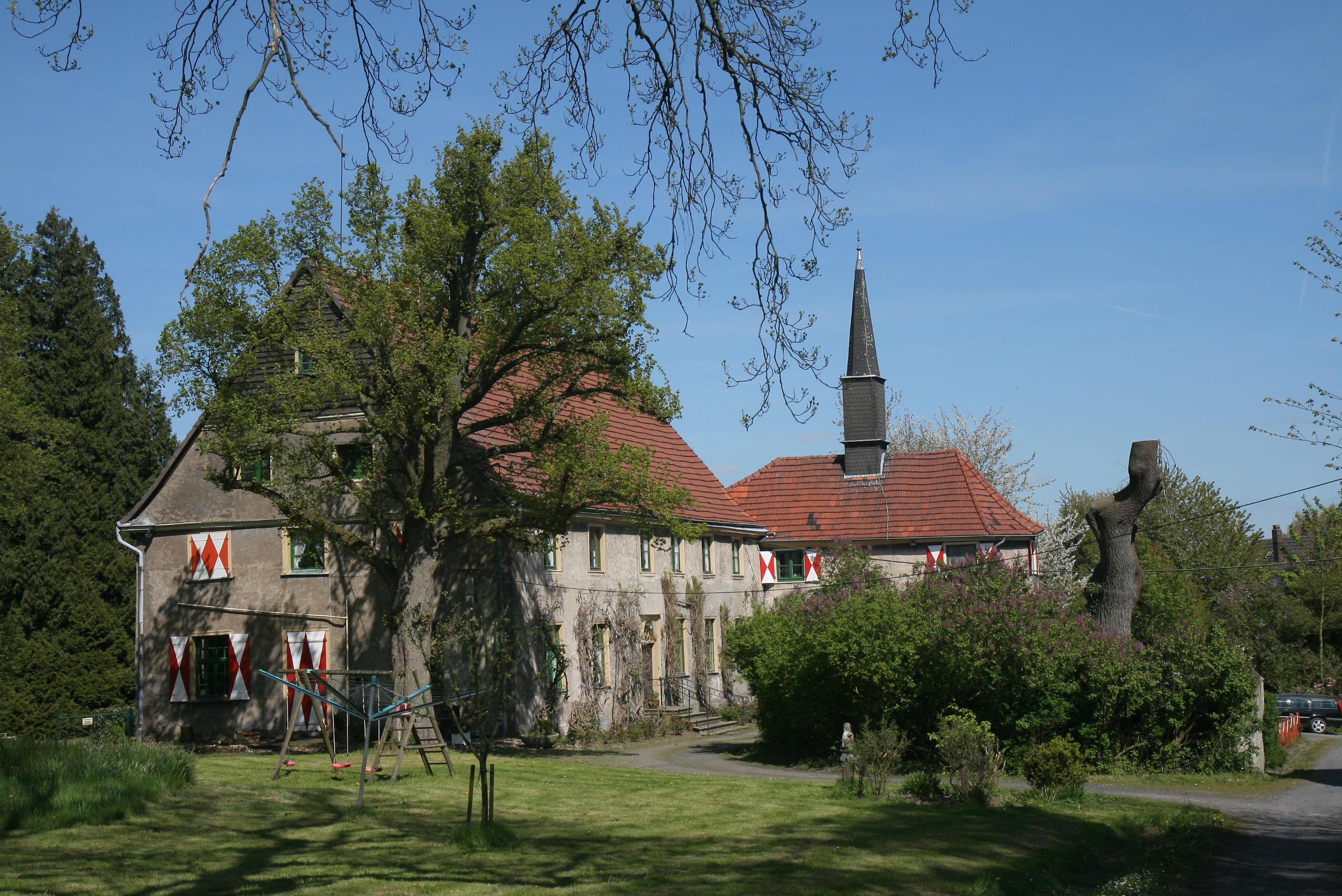
Haus Schafhausen te Schlückingen

Anröchte · Bad Sassendorf · Ense · Erwitte · Geseke · Lippetal · Lippstadt · Möhnesee · Rüthen · Soest · Warstein · Welver · Werl · Wickede